# (13815) Furuya
(13815) Furuya es un asteroide perteneciente al cinturón exterior de asteroides descubierto el 22 de diciembre de 1998 por Atsuo Asami desde el Observatorio de Hadano, Japón.

## Designación y nombre
Furuya fue designado inicialmente como 1998 YF7.
Más adelante, en 2001, se nombró en honor de Kazuko Furuya.

## Características orbitales
Furuya orbita a una distancia media de 3,209 ua del Sol, pudiendo acercarse hasta 2,591 ua y alejarse hasta 3,826 ua. Tiene una inclinación orbital de 12,58 grados y una excentricidad de 0,1924. Emplea 2099 días en completar una órbita alrededor del Sol. El movimiento de Furuya sobre el fondo estelar es de 0,1715 grados por día.

## Características físicas
La magnitud absoluta de Furuya es 12,3.